# Harry Holm
Harry Holm (Kristrup, 14 september 1902 - Esbjerg, 25 december 1987) was een Deens turner. 
Holm won tijdens de Olympische Zomerspelen 1920 de gouden medaille in de landenwedstrijd vrij systeem.

## Resultaten

### Olympische Zomerspelen
| Jaar | Plaats    | Resultaten                         |
| ---- | --------- | ---------------------------------- |
| 1920 | Antwerpen | in de landenwedstrijd vrij systeem |